# La Flèche Wallonne 2023
La Flèche Wallonne 2023 var den 87. udgave af den belgiske ardennerklassiker La Flèche Wallonne. Det 194,2 km lange linjeløb blev kørt den 19. april 2023 med start i Herve og mål på toppen af Mur de Huy. Løbet var 18. arrangement på UCI World Tour 2023.
250 meter fra mål på den stejle og berygtede Mur de Huy startede Tadej Pogačar fra UAE Team Emirates spurten fra en større gruppe ryttere. Kun Mattias Skjelmose (Trek-Segafredo) og Mikel Landa (Bahrain Victorious) kunne følge den stærke slovener, og kom ind på anden- og tredjepladsen i samme tid som Pogačar. Det var Pogačars anden sejr i en ardennerklassiker på få dage efter sejren i Amstel Gold Race, og den tredje sejr i en klassiker på under tre uger, da han også vandt Flandern Rundt.

## Resultat
| \| Samlede stilling \| Samlede stilling \| Samlede stilling \| Samlede stilling \| Samlede stilling \| \| Rytter \| Rytter \| Hold \| Tid \| \| \| ---------------- \| -------------------------- \| ---------------------- \| ---------------- \| ---------------- \| \| 1. \| Tadej Pogačar \| UAE Team Emirates \| 4t 27' 53" \| \| \| 2. \| Mattias Skjelmose \| Trek-Segafredo \| + 0" \| \| \| 3. \| Mikel Landa \| Bahrain Victorious \| + 0" \| \| \| 4. \| Michael Woods \| Israel-Premier Tech \| + 3" \| \| \| 5. \| Giulio Ciccone \| Trek-Segafredo \| + 3" \| \| \| 6. \| Victor Lafay \| Cofidis \| + 3" \| \| \| 7. \| Tiesj Benoot \| Jumbo-Visma \| + 3" \| \| \| 8. \| Maxim Van Gils \| Lotto Dstny \| + 3" \| \| \| 9. \| Romain Bardet \| Team DSM \| + 3" \| \| \| 10. \| Warren Barguil \| Arkéa-Samsic \| + 3" \| \| \| 11. \| Attila Valter \| Jumbo-Visma \| + 3" \| \| \| 12. \| Roger Adrià \| Equipo Kern Pharma \| + 9" \| \| \| 13. \| Alex Aranburu \| Movistar Team \| + 10" \| \| \| 14. \| Ilan Van Wilder \| Soudal Quick-Step \| + 10" \| \| \| 15. \| Tobias Halland Johannessen \| Uno-X Pro Cycling Team \| + 10" \| \| |                            |                        |            |
| |                            |                        |            |
| Kilde: ProCyclingStats |                            |                        |            |
| Samlede stilling |                            |                        |            |
| Rytter | Rytter                     | Hold                   | Tid        |
| 1. | Tadej Pogačar              | UAE Team Emirates      | 4t 27' 53" |
| 2. | Mattias Skjelmose          | Trek-Segafredo         | + 0"       |
| 3. | Mikel Landa                | Bahrain Victorious     | + 0"       |
| 4. | Michael Woods              | Israel-Premier Tech    | + 3"       |
| 5. | Giulio Ciccone             | Trek-Segafredo         | + 3"       |
| 6. | Victor Lafay               | Cofidis                | + 3"       |
| 7. | Tiesj Benoot               | Jumbo-Visma            | + 3"       |
| 8. | Maxim Van Gils             | Lotto Dstny            | + 3"       |
| 9. | Romain Bardet              | Team DSM               | + 3"       |
| 10. | Warren Barguil             | Arkéa-Samsic           | + 3"       |
| 11. | Attila Valter              | Jumbo-Visma            | + 3"       |
| 12. | Roger Adrià                | Equipo Kern Pharma     | + 9"       |
| 13. | Alex Aranburu              | Movistar Team          | + 10"      |
| 14. | Ilan Van Wilder            | Soudal Quick-Step      | + 10"      |
| 15. | Tobias Halland Johannessen | Uno-X Pro Cycling Team | + 10"      |

## Hold og ryttere
| UCI WorldTeams (18)- AG2R Citroën Team - Alpecin-Deceuninck - Astana Qazaqstan Team - Bahrain Victorious - Bora-Hansgrohe - Cofidis - EF Education-EasyPost - Groupama-FDJ - Ineos Grenadiers - Intermarché-Circus-Wanty - Jumbo-Visma - Movistar Team - Soudal Quick-Step - Arkéa-Samsic - Team DSM - Team Jayco AlUla - Trek-Segafredo - UAE Team Emirates UCI ProTeams (7)- Bingoal WB - Burgos-BH - Equipo Kern Pharma - Israel-Premier Tech - Lotto Dstny - TotalEnergies - Uno-X Pro Cycling Team |
| |

### Danske ryttere
| Danske ryttere på startlisten |                      |                        |           |
| Rygnummer                     | Rytter               | Hold                   | Placering |
| 43                            | Andreas Kron         | Lotto Dstny            | 101       |
| 175                           | Mattias Skjelmose    | Trek-Segafredo         | 2         |
| 183                           | Anthon Charmig       | Uno-X Pro Cycling Team | 104       |
| 186                           | Jacob Hindsgaul      | Uno-X Pro Cycling Team | 128       |
| 187                           | Jonas Gregaard       | Uno-X Pro Cycling Team | 60        |
| 214                           | Søren Kragh Andersen | Alpecin-Deceuninck     | 81        |

* DNF = gennemførte ikke

* DNS = stillede ikke til start

### Startliste
| Israel-Premier Tech IPT | Israel-Premier Tech IPT | Israel-Premier Tech IPT |
| ----------------------- | ----------------------- | ----------------------- |
| Nr.                     | Rytter                  | Placering               |
| 1                       | Michael Woods (CAN)     | 4.                      |
| 2                       | Guillaume Boivin (CAN)  | 131.                    |
| 3                       | Simon Clarke (AUS)      | 82.                     |
| 4                       | Hugo Houle (CAN)        | DNF                     |
| 5                       | Daryl Impey (RSA)       | 129.                    |
| 6                       | Krists Neilands (LAT)   | 139.                    |
| 7                       | Nick Schultz (AUS)      | 110.                    |

| Movistar Team MOV | Movistar Team MOV        | Movistar Team MOV |
| ----------------- | ------------------------ | ----------------- |
| Nr.               | Rytter                   | Placering         |
| 11                | Enric Mas (ESP)          | 17.               |
| 12                | Ruben Guerreiro (POR)    | 30.               |
| 13                | Alex Aranburu (ESP)      | 13.               |
| 14                | Jorge Arcas (ESP)        | 89.               |
| 15                | Gorka Izagirre (ESP)     | 85.               |
| 16                | José Joaquín Rojas (ESP) | 127.              |
| 17                | Gonzalo Serrano (ESP)    | 52.               |

| Bora-Hansgrohe BOH | Bora-Hansgrohe BOH     | Bora-Hansgrohe BOH |
| ------------------ | ---------------------- | ------------------ |
| Nr.                | Rytter                 | Placering          |
| 21                 | Sergio Higuita (COL)   | 77.                |
| 22                 | Giovanni Aleotti (ITA) | 92.                |
| 23                 | Nico Denz (GER)        | 67.                |
| 24                 | Patrick Gamper (AUT)   | 136.               |
| 25                 | Jai Hindley (AUS)      | DNS                |
| 26                 | Ide Schelling (NED)    | DNF                |
| 27                 | Ben Zwiehoff (GER)     | 117.               |

| Soudal Quick-Step SOQ | Soudal Quick-Step SOQ | Soudal Quick-Step SOQ |
| --------------------- | --------------------- | --------------------- |
| Nr.                   | Rytter                | Placering             |
| 31                    | Andrea Bagioli (ITA)  | 38.                   |
| 32                    | Dries Devenyns (BEL)  | 102.                  |
| 33                    | James Knox (GBR)      | 40.                   |
| 34                    | Mauro Schmid (SUI)    | 16.                   |
| 35                    | Pieter Serry (BEL)    | 57.                   |
| 36                    | Ilan Van Wilder (BEL) | 14.                   |
| 37                    | Louis Vervaeke (BEL)  | 74.                   |

| Lotto Dstny LTD | Lotto Dstny LTD                   | Lotto Dstny LTD |
| --------------- | --------------------------------- | --------------- |
| Nr.             | Rytter                            | Placering       |
| 41              | Maxim Van Gils (BEL)              | 8.              |
| 42              | Pascal Eenkhoorn (NED) (landevej) | 121.            |
| 43              | Andreas Kron (DEN)                | 101.            |
| 44              | Sylvain Moniquet (BEL)            | 50.             |
| 45              | Mathijs Paasschens (NED)          | 100.            |
| 46              | Harry Sweeny (AUS)                | 123.            |
| 47              | Lennert Van Eetvelt (BEL)         | 22.             |

| Ineos Grenadiers IGD | Ineos Grenadiers IGD     | Ineos Grenadiers IGD |
| -------------------- | ------------------------ | -------------------- |
| Nr.                  | Rytter                   | Placering            |
| 51                   | Tom Pidcock (GBR)        | 18.                  |
| 52                   | Omar Fraile (ESP)        | 83.                  |
| 53                   | Michał Kwiatkowski (POL) | 115.                 |
| 54                   | Magnus Sheffield (USA)   | 58.                  |
| 55                   | Connor Swift (GBR)       | 134.                 |
| 56                   | Joshua Tarling (GBR)     | DNF                  |
| 57                   | Cameron Wurf (AUS)       | DNF                  |

| Bahrain Victorious TBV | Bahrain Victorious TBV | Bahrain Victorious TBV |
| ---------------------- | ---------------------- | ---------------------- |
| Nr.                    | Rytter                 | Placering              |
| 61                     | Mikel Landa (ESP)      | 3.                     |
| 62                     | Pello Bilbao (ESP)     | 91.                    |
| 63                     | Filip Maciejuk (POL)   | DNF                    |
| 64                     | Gino Mäder (SUI)       | 34.                    |
| 65                     | Fran Miholjević (CRO)  | DNF                    |
| 66                     | Matej Mohorič (SLO)    | 23.                    |
| 67                     | Wout Poels (NED)       | 47.                    |

| EF Education-EasyPost EFE | EF Education-EasyPost EFE       | EF Education-EasyPost EFE |
| ------------------------- | ------------------------------- | ------------------------- |
| Nr.                       | Rytter                          | Placering                 |
| 71                        | Ben Healy (IRL)                 | 32.                       |
| 72                        | Andrey Amador (CRC)             | 135.                      |
| 73                        | Esteban Chaves (COL) (landevej) | 20.                       |
| 74                        | Andrea Piccolo (ITA)            | 109.                      |
| 75                        | Neilson Powless (USA)           | DNF                       |
| 76                        | Sean Quinn (USA)                | 114.                      |
| 77                        | James Shaw (GBR)                | DNF                       |

| Groupama-FDJ GFC | Groupama-FDJ GFC         | Groupama-FDJ GFC |
| ---------------- | ------------------------ | ---------------- |
| Nr.              | Rytter                   | Placering        |
| 81               | David Gaudu (FRA)        | DNF              |
| 82               | Kevin Geniets (LUX)      | 124.             |
| 83               | Matthieu Ladagnous (FRA) | DNF              |
| 84               | Valentin Madouas (FRA)   | 24.              |
| 85               | Rudy Molard (FRA)        | 37.              |
| 86               | Quentin Pacher (FRA)     | 46.              |
| 87               | Lars van den Berg (NED)  | 73.              |

| Arkéa-Samsic ARK | Arkéa-Samsic ARK          | Arkéa-Samsic ARK |
| ---------------- | ------------------------- | ---------------- |
| Nr.              | Rytter                    | Placering        |
| 91               | Warren Barguil (FRA)      | 10.              |
| 92               | Louis Barré (FRA)         | 48.              |
| 93               | Clément Champoussin (FRA) | 69.              |
| 94               | Anthony Delaplace (FRA)   | 95.              |
| 95               | Simon Guglielmi (FRA)     | 72.              |
| 96               | Mathis Le Berre (FRA)     | 107.             |
| 97               | Łukasz Owsian (POL)       | 106.             |

| TotalEnergies TEN | TotalEnergies TEN        | TotalEnergies TEN |
| ----------------- | ------------------------ | ----------------- |
| Nr.               | Rytter                   | Placering         |
| 101               | Fabien Grellier (FRA)    | 130.              |
| 102               | Thomas Bonnet (FRA)      | 68.               |
| 103               | Mathieu Burgaudeau (FRA) | 28.               |
| 104               | Valentin Ferron (FRA)    | 51.               |
| 105               | Alan Jousseaume (FRA)    | 61.               |
| 106               | Paul Ourselin (FRA)      | 65.               |
| 107               | Mattéo Vercher (FRA)     | 145.              |

| Jumbo-Visma TJV | Jumbo-Visma TJV                | Jumbo-Visma TJV |
| --------------- | ------------------------------ | --------------- |
| Nr.             | Rytter                         | Placering       |
| 111             | Tiesj Benoot (BEL)             | 7.              |
| 112             | Lennard Hofstede (NED)         | DNF             |
| 113             | Gijs Leemreize (NED)           | 122.            |
| 114             | Sam Oomen (NED)                | 59.             |
| 115             | Attila Valter (HUN) (landevej) | 11.             |
| 116             | Tosh Van der Sande (BEL)       | 99.             |
| 117             | Jos van Emden (NED)            | 90.             |

| UAE Team Emirates UAD | UAE Team Emirates UAD                | UAE Team Emirates UAD |
| --------------------- | ------------------------------------ | --------------------- |
| Nr.                   | Rytter                               | Placering             |
| 121                   | Tadej Pogačar (SLO)                  | 1.                    |
| 122                   | George Bennett (NZL)                 | 112.                  |
| 123                   | Felix Großschartner (AUT) (landevej) | 119.                  |
| 124                   | Marc Hirschi (SUI)                   | 80.                   |
| 125                   | Vegard Stake Laengen (NOR)           | DNF                   |
| 126                   | Diego Ulissi (ITA)                   | 71.                   |
| 127                   | Michael Vink (NZL)                   | DNF                   |

| AG2R Citroën Team ACT | AG2R Citroën Team ACT  | AG2R Citroën Team ACT |
| --------------------- | ---------------------- | --------------------- |
| Nr.                   | Rytter                 | Placering             |
| 131                   | Benoît Cosnefroy (FRA) | DNS                   |
| 132                   | Alex Baudin (FRA)      | 29.                   |
| 133                   | Mikaël Cherel (FRA)    | 43.                   |
| 134                   | Lawrence Naesen (BEL)  | DNF                   |
| 135                   | Michael Schär (SUI)    | 118.                  |
| 136                   | Bastien Tronchon (FRA) | 78.                   |
| 137                   | Larry Warbasse (USA)   | 53.                   |

| Team Jayco AlUla JAY | Team Jayco AlUla JAY   | Team Jayco AlUla JAY |
| -------------------- | ---------------------- | -------------------- |
| Nr.                  | Rytter                 | Placering            |
| 141                  | Lawson Craddock (USA)  | 113.                 |
| 142                  | Alexandre Balmer (SUI) | 56.                  |
| 143                  | Kevin Colleoni (ITA)   | 138.                 |
| 144                  | Felix Engelhardt (GER) | 97.                  |
| 145                  | Tsgabu Grmay (ETH)     | 55.                  |
| 146                  | Jan Maas (NED)         | 86.                  |
| 147                  | Matteo Sobrero (ITA)   | 21.                  |

| Intermarché-Circus-Wanty ICW | Intermarché-Circus-Wanty ICW | Intermarché-Circus-Wanty ICW |
| ---------------------------- | ---------------------------- | ---------------------------- |
| Nr.                          | Rytter                       | Placering                    |
| 151                          | Lilian Calmejane (FRA)       | 87.                          |
| 152                          | Dries De Pooter (BEL)        | DNF                          |
| 153                          | Kobe Goossens (BEL)          | 25.                          |
| 154                          | Tom Paquot (BEL)             | 140.                         |
| 155                          | Lorenzo Rota (ITA)           | 33.                          |
| 156                          | Dion Smith (NZL)             | 120.                         |
| 157                          | Georg Zimmermann (GER)       | 116.                         |

| Cofidis COF | Cofidis COF            | Cofidis COF |
| ----------- | ---------------------- | ----------- |
| Nr.         | Rytter                 | Placering   |
| 161         | Jesús Herrada (ESP)    | 31.         |
| 162         | José Herrada (ESP)     | 84.         |
| 163         | Jon Izagirre (ESP)     | 27.         |
| 164         | Victor Lafay (FRA)     | 6.          |
| 165         | Jonathan Lastra (ESP)  | 63.         |
| 166         | Guillaume Martin (FRA) | 36.         |
| 167         | Anthony Perez (FRA)    | 103.        |

| Trek-Segafredo TFS | Trek-Segafredo TFS      | Trek-Segafredo TFS |
| ------------------ | ----------------------- | ------------------ |
| Nr.                | Rytter                  | Placering          |
| 171                | Giulio Ciccone (ITA)    | 5.                 |
| 172                | Julien Bernard (FRA)    | DNF                |
| 173                | Tony Gallopin (FRA)     | 94.                |
| 174                | Markus Hoelgaard (NOR)  | DNF                |
| 175                | Mattias Skjelmose (DEN) | 2.                 |
| 176                | Juan Pedro López (ESP)  | 45.                |
| 177                | Bauke Mollema (NED)     | 62.                |

| Uno-X Pro Cycling Team UXT | Uno-X Pro Cycling Team UXT       | Uno-X Pro Cycling Team UXT |
| -------------------------- | -------------------------------- | -------------------------- |
| Nr.                        | Rytter                           | Placering                  |
| 181                        | Tobias Halland Johannessen (NOR) | 15.                        |
| 182                        | Martin Bugge Urianstad (NOR)     | 108.                       |
| 183                        | Anthon Charmig (DEN)             | 104.                       |
| 184                        | Fredrik Dversnes (NOR)           | 133.                       |
| 185                        | Anders Halland Johannessen (NOR) | 146.                       |
| 186                        | Jacob Hindsgaul (DEN)            | 128.                       |
| 187                        | Jonas Gregaard (DEN)             | 60.                        |

| Astana Qazaqstan Team AST | Astana Qazaqstan Team AST   | Astana Qazaqstan Team AST |
| ------------------------- | --------------------------- | ------------------------- |
| Nr.                       | Rytter                      | Placering                 |
| 191                       | Aleksej Lutsenko (KAZ)      | 49.                       |
| 192                       | Samuele Battistella (ITA)   | 105.                      |
| 193                       | David de la Cruz (ESP)      | 76.                       |
| 194                       | Gianni Moscon (ITA)         | DNF                       |
| 195                       | Aljaksandr Rabusjenka (BLR) | DNF                       |
| 196                       | Cristian Scaroni (ITA)      | 126.                      |
| 197                       | Simone Velasco (ITA)        | 79.                       |

| Team DSM DSM | Team DSM DSM         | Team DSM DSM |
| ------------ | -------------------- | ------------ |
| Nr.          | Rytter               | Placering    |
| 201          | Romain Bardet (FRA)  | 9.           |
| 202          | Romain Combaud (FRA) | 111.         |
| 203          | Matthew Dinham (AUS) | 39.          |
| 204          | Sean Flynn (GBR)     | DNF          |
| 205          | Leon Heinschke (GER) | 147.         |
| 206          | Tim Naberman (NED)   | DNF          |
| 207          | Oscar Onley (GBR)    | 42.          |

| Alpecin-Deceuninck ADC | Alpecin-Deceuninck ADC      | Alpecin-Deceuninck ADC |
| ---------------------- | --------------------------- | ---------------------- |
| Nr.                    | Rytter                      | Placering              |
| 211                    | Quinten Hermans (BEL)       | 19.                    |
| 212                    | Tobias Bayer (AUT)          | 125.                   |
| 213                    | Jimmy Janssens (BEL)        | DNF                    |
| 214                    | Søren Kragh Andersen (DEN)  | 81.                    |
| 215                    | Jason Osborne (GER)         | 41.                    |
| 216                    | Robert Stannard (AUS)       | 26.                    |
| 217                    | Fabio Van den Bossche (BEL) | 137.                   |

| Equipo Kern Pharma EKP | Equipo Kern Pharma EKP   | Equipo Kern Pharma EKP |
| ---------------------- | ------------------------ | ---------------------- |
| Nr.                    | Rytter                   | Placering              |
| 221                    | Roger Adrià (ESP)        | 12.                    |
| 222                    | Héctor Carretero (ESP)   | DNF                    |
| 223                    | Francisco Galván (ESP)   | 88.                    |
| 224                    | Raúl García Pierna (ESP) | 143.                   |
| 225                    | Pau Miquel (ESP)         | 54.                    |
| 226                    | Ibon Ruiz (ESP)          | DNF                    |
| 227                    | Danny van der Tuuk (NED) | 96.                    |

| Bingoal WB BWB | Bingoal WB BWB        | Bingoal WB BWB |
| -------------- | --------------------- | -------------- |
| Nr.            | Rytter                | Placering      |
| 231            | Lennert Teugels (BEL) | 70.            |
| 232            | Alexis Guérin (FRA)   | 98.            |
| 233            | Johan Meens (BEL)     | 144.           |
| 234            | Julian Mertens (BEL)  | DNF            |
| 235            | Rémy Mertz (BEL)      | 93.            |
| 236            | Marco Tizza (ITA)     | 75.            |
| 237            | Luca Van Boven (BEL)  | 66.            |

| Burgos-BH BBH | Burgos-BH BBH            | Burgos-BH BBH |
| ------------- | ------------------------ | ------------- |
| Nr.           | Rytter                   | Placering     |
| 241           | Pelayo Sánchez (ESP)     | 64.           |
| 242           | Clément Alleno (FRA)     | 142.          |
| 243           | Jetse Bol (NED)          | 141.          |
| 244           | José Manuel Díaz (ESP)   | 132.          |
| 245           | Alejandro Franco (ESP)   | DNF           |
| 246           | Victor Langellotti (MON) | 35.           |
| 247           | Ander Okamika (ESP)      | 44.           |

| Israel-Premier Tech IPT | Israel-Premier Tech IPT | Israel-Premier Tech IPT |
| ----------------------- | ----------------------- | ----------------------- |
| Nr.                     | Rytter                  | Placering               |
| 1                       | Michael Woods (CAN)     | 4.                      |
| 2                       | Guillaume Boivin (CAN)  | 131.                    |
| 3                       | Simon Clarke (AUS)      | 82.                     |
| 4                       | Hugo Houle (CAN)        | DNF                     |
| 5                       | Daryl Impey (RSA)       | 129.                    |
| 6                       | Krists Neilands (LAT)   | 139.                    |
| 7                       | Nick Schultz (AUS)      | 110.                    |

| Movistar Team MOV | Movistar Team MOV        | Movistar Team MOV |
| ----------------- | ------------------------ | ----------------- |
| Nr.               | Rytter                   | Placering         |
| 11                | Enric Mas (ESP)          | 17.               |
| 12                | Ruben Guerreiro (POR)    | 30.               |
| 13                | Alex Aranburu (ESP)      | 13.               |
| 14                | Jorge Arcas (ESP)        | 89.               |
| 15                | Gorka Izagirre (ESP)     | 85.               |
| 16                | José Joaquín Rojas (ESP) | 127.              |
| 17                | Gonzalo Serrano (ESP)    | 52.               |

| Bora-Hansgrohe BOH | Bora-Hansgrohe BOH     | Bora-Hansgrohe BOH |
| ------------------ | ---------------------- | ------------------ |
| Nr.                | Rytter                 | Placering          |
| 21                 | Sergio Higuita (COL)   | 77.                |
| 22                 | Giovanni Aleotti (ITA) | 92.                |
| 23                 | Nico Denz (GER)        | 67.                |
| 24                 | Patrick Gamper (AUT)   | 136.               |
| 25                 | Jai Hindley (AUS)      | DNS                |
| 26                 | Ide Schelling (NED)    | DNF                |
| 27                 | Ben Zwiehoff (GER)     | 117.               |

| Soudal Quick-Step SOQ | Soudal Quick-Step SOQ | Soudal Quick-Step SOQ |
| --------------------- | --------------------- | --------------------- |
| Nr.                   | Rytter                | Placering             |
| 31                    | Andrea Bagioli (ITA)  | 38.                   |
| 32                    | Dries Devenyns (BEL)  | 102.                  |
| 33                    | James Knox (GBR)      | 40.                   |
| 34                    | Mauro Schmid (SUI)    | 16.                   |
| 35                    | Pieter Serry (BEL)    | 57.                   |
| 36                    | Ilan Van Wilder (BEL) | 14.                   |
| 37                    | Louis Vervaeke (BEL)  | 74.                   |

| Lotto Dstny LTD | Lotto Dstny LTD                   | Lotto Dstny LTD |
| --------------- | --------------------------------- | --------------- |
| Nr.             | Rytter                            | Placering       |
| 41              | Maxim Van Gils (BEL)              | 8.              |
| 42              | Pascal Eenkhoorn (NED) (landevej) | 121.            |
| 43              | Andreas Kron (DEN)                | 101.            |
| 44              | Sylvain Moniquet (BEL)            | 50.             |
| 45              | Mathijs Paasschens (NED)          | 100.            |
| 46              | Harry Sweeny (AUS)                | 123.            |
| 47              | Lennert Van Eetvelt (BEL)         | 22.             |

| Ineos Grenadiers IGD | Ineos Grenadiers IGD     | Ineos Grenadiers IGD |
| -------------------- | ------------------------ | -------------------- |
| Nr.                  | Rytter                   | Placering            |
| 51                   | Tom Pidcock (GBR)        | 18.                  |
| 52                   | Omar Fraile (ESP)        | 83.                  |
| 53                   | Michał Kwiatkowski (POL) | 115.                 |
| 54                   | Magnus Sheffield (USA)   | 58.                  |
| 55                   | Connor Swift (GBR)       | 134.                 |
| 56                   | Joshua Tarling (GBR)     | DNF                  |
| 57                   | Cameron Wurf (AUS)       | DNF                  |

| Bahrain Victorious TBV | Bahrain Victorious TBV | Bahrain Victorious TBV |
| ---------------------- | ---------------------- | ---------------------- |
| Nr.                    | Rytter                 | Placering              |
| 61                     | Mikel Landa (ESP)      | 3.                     |
| 62                     | Pello Bilbao (ESP)     | 91.                    |
| 63                     | Filip Maciejuk (POL)   | DNF                    |
| 64                     | Gino Mäder (SUI)       | 34.                    |
| 65                     | Fran Miholjević (CRO)  | DNF                    |
| 66                     | Matej Mohorič (SLO)    | 23.                    |
| 67                     | Wout Poels (NED)       | 47.                    |

| EF Education-EasyPost EFE | EF Education-EasyPost EFE       | EF Education-EasyPost EFE |
| ------------------------- | ------------------------------- | ------------------------- |
| Nr.                       | Rytter                          | Placering                 |
| 71                        | Ben Healy (IRL)                 | 32.                       |
| 72                        | Andrey Amador (CRC)             | 135.                      |
| 73                        | Esteban Chaves (COL) (landevej) | 20.                       |
| 74                        | Andrea Piccolo (ITA)            | 109.                      |
| 75                        | Neilson Powless (USA)           | DNF                       |
| 76                        | Sean Quinn (USA)                | 114.                      |
| 77                        | James Shaw (GBR)                | DNF                       |

| Groupama-FDJ GFC | Groupama-FDJ GFC         | Groupama-FDJ GFC |
| ---------------- | ------------------------ | ---------------- |
| Nr.              | Rytter                   | Placering        |
| 81               | David Gaudu (FRA)        | DNF              |
| 82               | Kevin Geniets (LUX)      | 124.             |
| 83               | Matthieu Ladagnous (FRA) | DNF              |
| 84               | Valentin Madouas (FRA)   | 24.              |
| 85               | Rudy Molard (FRA)        | 37.              |
| 86               | Quentin Pacher (FRA)     | 46.              |
| 87               | Lars van den Berg (NED)  | 73.              |

| Arkéa-Samsic ARK | Arkéa-Samsic ARK          | Arkéa-Samsic ARK |
| ---------------- | ------------------------- | ---------------- |
| Nr.              | Rytter                    | Placering        |
| 91               | Warren Barguil (FRA)      | 10.              |
| 92               | Louis Barré (FRA)         | 48.              |
| 93               | Clément Champoussin (FRA) | 69.              |
| 94               | Anthony Delaplace (FRA)   | 95.              |
| 95               | Simon Guglielmi (FRA)     | 72.              |
| 96               | Mathis Le Berre (FRA)     | 107.             |
| 97               | Łukasz Owsian (POL)       | 106.             |

| TotalEnergies TEN | TotalEnergies TEN        | TotalEnergies TEN |
| ----------------- | ------------------------ | ----------------- |
| Nr.               | Rytter                   | Placering         |
| 101               | Fabien Grellier (FRA)    | 130.              |
| 102               | Thomas Bonnet (FRA)      | 68.               |
| 103               | Mathieu Burgaudeau (FRA) | 28.               |
| 104               | Valentin Ferron (FRA)    | 51.               |
| 105               | Alan Jousseaume (FRA)    | 61.               |
| 106               | Paul Ourselin (FRA)      | 65.               |
| 107               | Mattéo Vercher (FRA)     | 145.              |

| Jumbo-Visma TJV | Jumbo-Visma TJV                | Jumbo-Visma TJV |
| --------------- | ------------------------------ | --------------- |
| Nr.             | Rytter                         | Placering       |
| 111             | Tiesj Benoot (BEL)             | 7.              |
| 112             | Lennard Hofstede (NED)         | DNF             |
| 113             | Gijs Leemreize (NED)           | 122.            |
| 114             | Sam Oomen (NED)                | 59.             |
| 115             | Attila Valter (HUN) (landevej) | 11.             |
| 116             | Tosh Van der Sande (BEL)       | 99.             |
| 117             | Jos van Emden (NED)            | 90.             |

| UAE Team Emirates UAD | UAE Team Emirates UAD                | UAE Team Emirates UAD |
| --------------------- | ------------------------------------ | --------------------- |
| Nr.                   | Rytter                               | Placering             |
| 121                   | Tadej Pogačar (SLO)                  | 1.                    |
| 122                   | George Bennett (NZL)                 | 112.                  |
| 123                   | Felix Großschartner (AUT) (landevej) | 119.                  |
| 124                   | Marc Hirschi (SUI)                   | 80.                   |
| 125                   | Vegard Stake Laengen (NOR)           | DNF                   |
| 126                   | Diego Ulissi (ITA)                   | 71.                   |
| 127                   | Michael Vink (NZL)                   | DNF                   |

| AG2R Citroën Team ACT | AG2R Citroën Team ACT  | AG2R Citroën Team ACT |
| --------------------- | ---------------------- | --------------------- |
| Nr.                   | Rytter                 | Placering             |
| 131                   | Benoît Cosnefroy (FRA) | DNS                   |
| 132                   | Alex Baudin (FRA)      | 29.                   |
| 133                   | Mikaël Cherel (FRA)    | 43.                   |
| 134                   | Lawrence Naesen (BEL)  | DNF                   |
| 135                   | Michael Schär (SUI)    | 118.                  |
| 136                   | Bastien Tronchon (FRA) | 78.                   |
| 137                   | Larry Warbasse (USA)   | 53.                   |

| Team Jayco AlUla JAY | Team Jayco AlUla JAY   | Team Jayco AlUla JAY |
| -------------------- | ---------------------- | -------------------- |
| Nr.                  | Rytter                 | Placering            |
| 141                  | Lawson Craddock (USA)  | 113.                 |
| 142                  | Alexandre Balmer (SUI) | 56.                  |
| 143                  | Kevin Colleoni (ITA)   | 138.                 |
| 144                  | Felix Engelhardt (GER) | 97.                  |
| 145                  | Tsgabu Grmay (ETH)     | 55.                  |
| 146                  | Jan Maas (NED)         | 86.                  |
| 147                  | Matteo Sobrero (ITA)   | 21.                  |

| Intermarché-Circus-Wanty ICW | Intermarché-Circus-Wanty ICW | Intermarché-Circus-Wanty ICW |
| ---------------------------- | ---------------------------- | ---------------------------- |
| Nr.                          | Rytter                       | Placering                    |
| 151                          | Lilian Calmejane (FRA)       | 87.                          |
| 152                          | Dries De Pooter (BEL)        | DNF                          |
| 153                          | Kobe Goossens (BEL)          | 25.                          |
| 154                          | Tom Paquot (BEL)             | 140.                         |
| 155                          | Lorenzo Rota (ITA)           | 33.                          |
| 156                          | Dion Smith (NZL)             | 120.                         |
| 157                          | Georg Zimmermann (GER)       | 116.                         |

| Cofidis COF | Cofidis COF            | Cofidis COF |
| ----------- | ---------------------- | ----------- |
| Nr.         | Rytter                 | Placering   |
| 161         | Jesús Herrada (ESP)    | 31.         |
| 162         | José Herrada (ESP)     | 84.         |
| 163         | Jon Izagirre (ESP)     | 27.         |
| 164         | Victor Lafay (FRA)     | 6.          |
| 165         | Jonathan Lastra (ESP)  | 63.         |
| 166         | Guillaume Martin (FRA) | 36.         |
| 167         | Anthony Perez (FRA)    | 103.        |

| Trek-Segafredo TFS | Trek-Segafredo TFS      | Trek-Segafredo TFS |
| ------------------ | ----------------------- | ------------------ |
| Nr.                | Rytter                  | Placering          |
| 171                | Giulio Ciccone (ITA)    | 5.                 |
| 172                | Julien Bernard (FRA)    | DNF                |
| 173                | Tony Gallopin (FRA)     | 94.                |
| 174                | Markus Hoelgaard (NOR)  | DNF                |
| 175                | Mattias Skjelmose (DEN) | 2.                 |
| 176                | Juan Pedro López (ESP)  | 45.                |
| 177                | Bauke Mollema (NED)     | 62.                |

| Uno-X Pro Cycling Team UXT | Uno-X Pro Cycling Team UXT       | Uno-X Pro Cycling Team UXT |
| -------------------------- | -------------------------------- | -------------------------- |
| Nr.                        | Rytter                           | Placering                  |
| 181                        | Tobias Halland Johannessen (NOR) | 15.                        |
| 182                        | Martin Bugge Urianstad (NOR)     | 108.                       |
| 183                        | Anthon Charmig (DEN)             | 104.                       |
| 184                        | Fredrik Dversnes (NOR)           | 133.                       |
| 185                        | Anders Halland Johannessen (NOR) | 146.                       |
| 186                        | Jacob Hindsgaul (DEN)            | 128.                       |
| 187                        | Jonas Gregaard (DEN)             | 60.                        |

| Astana Qazaqstan Team AST | Astana Qazaqstan Team AST   | Astana Qazaqstan Team AST |
| ------------------------- | --------------------------- | ------------------------- |
| Nr.                       | Rytter                      | Placering                 |
| 191                       | Aleksej Lutsenko (KAZ)      | 49.                       |
| 192                       | Samuele Battistella (ITA)   | 105.                      |
| 193                       | David de la Cruz (ESP)      | 76.                       |
| 194                       | Gianni Moscon (ITA)         | DNF                       |
| 195                       | Aljaksandr Rabusjenka (BLR) | DNF                       |
| 196                       | Cristian Scaroni (ITA)      | 126.                      |
| 197                       | Simone Velasco (ITA)        | 79.                       |

| Team DSM DSM | Team DSM DSM         | Team DSM DSM |
| ------------ | -------------------- | ------------ |
| Nr.          | Rytter               | Placering    |
| 201          | Romain Bardet (FRA)  | 9.           |
| 202          | Romain Combaud (FRA) | 111.         |
| 203          | Matthew Dinham (AUS) | 39.          |
| 204          | Sean Flynn (GBR)     | DNF          |
| 205          | Leon Heinschke (GER) | 147.         |
| 206          | Tim Naberman (NED)   | DNF          |
| 207          | Oscar Onley (GBR)    | 42.          |

| Alpecin-Deceuninck ADC | Alpecin-Deceuninck ADC      | Alpecin-Deceuninck ADC |
| ---------------------- | --------------------------- | ---------------------- |
| Nr.                    | Rytter                      | Placering              |
| 211                    | Quinten Hermans (BEL)       | 19.                    |
| 212                    | Tobias Bayer (AUT)          | 125.                   |
| 213                    | Jimmy Janssens (BEL)        | DNF                    |
| 214                    | Søren Kragh Andersen (DEN)  | 81.                    |
| 215                    | Jason Osborne (GER)         | 41.                    |
| 216                    | Robert Stannard (AUS)       | 26.                    |
| 217                    | Fabio Van den Bossche (BEL) | 137.                   |

| Equipo Kern Pharma EKP | Equipo Kern Pharma EKP   | Equipo Kern Pharma EKP |
| ---------------------- | ------------------------ | ---------------------- |
| Nr.                    | Rytter                   | Placering              |
| 221                    | Roger Adrià (ESP)        | 12.                    |
| 222                    | Héctor Carretero (ESP)   | DNF                    |
| 223                    | Francisco Galván (ESP)   | 88.                    |
| 224                    | Raúl García Pierna (ESP) | 143.                   |
| 225                    | Pau Miquel (ESP)         | 54.                    |
| 226                    | Ibon Ruiz (ESP)          | DNF                    |
| 227                    | Danny van der Tuuk (NED) | 96.                    |

| Bingoal WB BWB | Bingoal WB BWB        | Bingoal WB BWB |
| -------------- | --------------------- | -------------- |
| Nr.            | Rytter                | Placering      |
| 231            | Lennert Teugels (BEL) | 70.            |
| 232            | Alexis Guérin (FRA)   | 98.            |
| 233            | Johan Meens (BEL)     | 144.           |
| 234            | Julian Mertens (BEL)  | DNF            |
| 235            | Rémy Mertz (BEL)      | 93.            |
| 236            | Marco Tizza (ITA)     | 75.            |
| 237            | Luca Van Boven (BEL)  | 66.            |

| Burgos-BH BBH | Burgos-BH BBH            | Burgos-BH BBH |
| ------------- | ------------------------ | ------------- |
| Nr.           | Rytter                   | Placering     |
| 241           | Pelayo Sánchez (ESP)     | 64.           |
| 242           | Clément Alleno (FRA)     | 142.          |
| 243           | Jetse Bol (NED)          | 141.          |
| 244           | José Manuel Díaz (ESP)   | 132.          |
| 245           | Alejandro Franco (ESP)   | DNF           |
| 246           | Victor Langellotti (MON) | 35.           |
| 247           | Ander Okamika (ESP)      | 44.           |